# Рощинский (Красноярский край)
Рощинский — посёлок в Курагинском районе Красноярского края. Административный центр Рощинского сельсовета.

## История
В 1968 г. указом президиума ВС РСФСР поселок при центральной усадьбе Южного совхоза переименован в Рощинский.

## Население
| 2010 |
| ---- |
| 1259 |